# Hamburgi S-Bahn
A hamburgi S-Bahn Hamburg és környékének S-Bahn rendszere. A metróval és a hagyományos vasútvonalakkal együtt a környék fő tömegközlekedési rendszerét alkotja. A négy, csúcsidőben további kettő járatot naponta 590 000 fő veszi igénybe. A jelenlegi hálózat első vonala 1907-ben nyílt meg.
Németországban egyedülálló módon az S-Bahn járműveit nem csak a felsővezeték, hanem bizonyos vonalak esetében alulról egy harmadik sín látja el 1200 voltos egyenárammal.
Üzemeltetője a S-Bahn Hamburg GmbH, mely a DB Regio leányvállalata.

## Vasútvonalak

A hamburgi S-Bahn-vonalak térképe

A hamburgi S-Bahn az alábbi vasútvonalakon közlekedik:
| DB vasútvonal-szám | Vasútvonal neve         | egyenárammal villamosított rész | váltakozó árammal villamosított rész | Útvonal/megjegyzések                                                                          |
| ------------------ | ----------------------- | ------------------------------- | ------------------------------------ | --------------------------------------------------------------------------------------------- |
| 1240               | Verbindungsbahn         | 06,228 km                       |                                      | Altona – Holstenstraße − Dammtor − Hauptbahnhof                                               |
| 1241               | Stadtbahn               | 011,208 km                      |                                      | Hauptbahnhof − Hasselbrook − Barmbek − Ohlsdorf                                               |
| 1241               | Alstertalbahn           | 05,888 km                       |                                      | Ohlsdorf − Poppenbüttel                                                                       |
| 1239               | Flughafen-S-Bahn        | 02,637 km                       |                                      | Ohlsdorf − Hamburg Airport (Flughafen) (ebből alagút: 2,399 km)                               |
| 1224               | Altona-Blankeneser Bahn | 08,544 km                       |                                      | Altona − Othmarschen − Blankenese                                                             |
| 1226               | Blankenese-Wedeler Bahn | 09,043 km                       |                                      | Blankenese − Sülldorf − Wedel (ebből egyvágányú: 6,348 km)                                    |
| 1244               | Bergedorfer S-Bahn      | 025,076 km                      |                                      | Hauptbahnhof − Rothenburgsort − Allermöhe − Bergedorf − Aumühle (ebből alagút: 2,415 km)      |
| 1225               | Pinneberger S-Bahn      | 014,666 km                      |                                      | Holstenstraße − Eidelstedt − Elbgaustraße − Pinneberg                                         |
| 1270               | City-S-Bahn             | 07,830 km                       |                                      | Hauptbahnhof − Jungfernstieg − Landungsbrücken − Altona − Diebsteich (ebből alagút: 5,817 km) |
| 1271               | Harburger S-Bahn        | 022,262 km                      | 00,470 km                            | Hauptbahnhof − Wilhelmsburg − Harburg − Neugraben (ebből alagút: 4,249 km)                    |
| 1720               | Niederelbebahn          |                                 | 030,516 km                           | Neugraben − Buxtehude − Stade (vegyes használat regionális- és tehervonatokkal együtt)        |
|                    |                         | 0113,382 km                     | 030,986 km                           | Hálózathossz összesen: 144,368 km                                                             |

## Járművek
| Sorozat | Gyártó                                                                    | Darabszám                                                     | Sebesség                                              | Kapacitás                       | Gyártás éve                                               | Állapot                                                        | Kiszolgált viszonylatok            | Kép |
| ------- | ------------------------------------------------------------------------- | ------------------------------------------------------------- | ----------------------------------------------------- | ------------------------------- | --------------------------------------------------------- | -------------------------------------------------------------- | ---------------------------------- | --- |
| 471/871 | LHB, MAN, Wegmann, BBC                                                    | 72                                                            | 80 km/h                                               | Ülőhelyek: 202                  | 1939–1943 1954–1958                                       | 2001-ben selejtezték                                           | korábban                           |     |
| 470/870 | MAN, O&K, Rathgeber, Wegmann, SSW, BBC                                    | 45                                                            | 100 km/h                                              | Ülőhelyek: 200                  | 1959 1967–1970                                            | 2002-ben selejtezve                                            | korábban                           |     |
| 472/473 | LHB, MBB, SSD, WMD                                                        | 1. sorozat (472.1): 30 2. sorozat (472.2): 32                 | 100 km/h                                              | Ülőhelyek: 196 Állóhelyek: 304  | 1974–1984                                                 | Forgalomban                                                    | korábban 2005 végétől 2006 elejéig |     |
| 474/874 | Villamos részek: Adtranz, ma Bombardier Mechanikus részek: LHB; ma Alstom | Egy áramrendszerű (474.1/2): 70 két áramrendszerű (474.3): 42 | 100 km/h                                              | Ülőhelyek: 208 Állóhelyek: 306  | 1996–2001 2006                                            | Forgalomban                                                    | S1 S11 S3 S31                      |     |
| 490     | Bombardier Transportation                                                 | elsőnek 60 db, opcionálisan 146 db                            | Egy áramrendszer: 100 km/h Két áramrendszer: 140 km/h | Ülőhelyek: 190 Állóhelyek: ~280 | Jelenleg gyártás alatt (egy rövid szerelvény leszállítva) | Használatban várhatóan 2017 őszétől (Jelenleg tesztelés alatt) | várhatóan                          |     |

## Útvonal
| Vonal | Végállomások                                              | Állomások |
| ----- | --------------------------------------------------------- | --- |
|       | Wedel - Hamburg Airport (Flughafen) /- Poppenbüttel       | Wedel Rissen Sülldorf Iserbrook Blankenese Hochkamp Klein Flottbek (Botanischer Garten) Othmarschen Bahrenfeld Altona Königstraße Reeperbahn Landungsbrücken Stadthausbrücke Jungfernstieg Hauptbahnhof Berliner Tor Landwehr Hasselbrook Wandsbeker Chaussee Friedrichsberg Barmbek Alte Wöhr (Stadtpark) Rübenkamp (City Nord) Ohlsdorf (első három kocsi:) Hamburg Airport (Flughafen) / (utolsó három kocsi:) Kornweg (Klein Borstel) Hoheneichen Wellingsbüttel Poppenbüttel |
|       | Blankenese – Ohlsdorf (– Poppenbüttel) (csak csúcsidőben) | Blankenese Hochkamp Klein Flottbek (Botanischer Garten) Othmarschen Bahrenfeld Altona Holstenstraße Sternschanze Dammtor Hauptbahnhof Berliner Tor Landwehr Hasselbrook Wandsbeker Chaussee Friedrichsberg Barmbek Alte Wöhr (Stadtpark) Rübenkamp (City Nord) Ohlsdorf Kornweg (Klein Borstel) Hoheneichen Wellingsbüttel Poppenbüttel |
|       | Altona – Bergedorf (csak csúcsidőben)                     | Altona Königstraße Reeperbahn Landungsbrücken Stadthausbrücke Jungfernstieg Hauptbahnhof Berliner Tor Rothenburgsort Tiefstack Billwerder-Moorfleet Mittlerer Landweg Allermöhe Nettelnburg Bergedorf |
|       | Elbgaustraße – Aumühle                                    | Elbgaustraße Eidelstedt Stellingen Langenfelde Diebsteich Holstenstraße Sternschanze Dammtor Hauptbahnhof Berliner Tor Rothenburgsort Tiefstack Billwerder-Moorfleet Mittlerer Landweg Allermöhe Nettelnburg Bergedorf Reinbek Wohltorf Aumühle |
|       | Pinneberg – Stade                                         | Pinneberg Thesdorf Halstenbek Krupunder Elbgaustraße Eidelstedt –Stellingen Langenfelde Diebsteich Altona Königstraße Reeperbahn Landungsbrücken Stadthausbrücke Jungfernstieg Hauptbahnhof Hammerbrook (City Süd) Veddel (BallinStadt) Wilhelmsburg Harburg Harburg Rathaus Heimfeld Neuwiedenthal Neugraben Fischbek Neu Wulmstorf Buxtehude Neukloster Horneburg Dollern Agathenburg Stade                                                                                     |
|       | Altona – Berliner Tor / – Harburg-Rathaus (– Neugraben)   | Altona Holstenstraße Sternschanze Dammtor Hauptbahnhof ( csak este és hétvégén: Berliner Tor , napközben: Hammerbrook Veddel (BallinStadt) Wilhelmsburg Harburg Harburg Rathaus ( csak csúcsidőben: Heimfeld Neuwiedenthal Neugraben )) |